# VENUS (헬로비너스의 음반)
《VENUS》(비너스)는 대한민국의 음악 그룹 헬로비너스의 첫 번째 미니 앨범이자 데뷔 앨범이다.

## 발매 과정
4월 27일 데뷔 타이틀곡 〈VENUS〉의 티저 영상이 공개되었고, 5월 8일 데뷔 타이틀곡 〈VENUS〉의 뮤직비디오가 공개되었다. 그러나 공개된 뮤직비디오에서는 멤버 윤조의 부상으로 윤조가 출연하지 못했다. 5월 9일 데뷔 미니 앨범 VENUS가 발매되었다.

## 방송 활동
5월 10일 헬로비너스는 M.net 《엠카운트다운》에서 멤버 윤조가 참여하지 못한 5인조로 데뷔 무대를 공연하였다. 이어 KBS2 《뮤직뱅크》, MBC 《쇼! 음악 중심》, SBS 《인기가요》, MBC 뮤직 《쇼 챔피언》등 지상파 음악프로그램에서도 데뷔 무대를 가진 헬로비너스는 '대형신인'이라는 별칭을 얻기도 했다.

## 트랙리스트
| #            | 제목            | 작사                           | 작곡           | 재생 시간 |
| ------------ | --------------- | ------------------------------ | -------------- | --------- |
| 1.           | 〈Hello〉       | 정유진 (랩: 라임, 데이비드 킴) | 다나카 나오    | 2:19      |
| 2.           | 〈VENUS〉       | 김이나                         | 조영수, 김태현 | 2:58      |
| 3.           | 〈설레임〉      | 박덕상                         | 박덕상         | 4:01      |
| 4.           | 〈Love Appeal〉 | 정윤화                         | Daniel Barkman | 3:34      |
| 총 재생 시간 | 총 재생 시간    | 총 재생 시간                   | 총 재생 시간   | 12:12     |

## 차트

### 음반 차트
| 차트                  | 최고 순위 |
| --------------------- | --------- |
| 엠넷 음반 차트 (일간) | 27        |
| 엠넷 음반 차트 (주간) | 21        |

### 노래 차트
| 차트                         | 노래  | 최고 순위 |
| ---------------------------- | ----- | --------- |
| 가온 디지털 종합 차트 (주간) | VENUS | 34        |
| KBS2 뮤직뱅크 K-차트         | VENUS | 21        |
| 엠넷 엠 카운트다운 차트      | VENUS | 11        |
| MBC Music 쇼! 챔피언 차트    | VENUS | 16        |